# Wanda Guyton
Wanda Guyton (* 14. Oktober 1965 in Tampa, Florida) ist eine US-amerikanische Basketballtrainerin und ehemalige -spielerin.

## Laufbahn
Die 1,85 Meter messende Innenspielerin lief in den Spielzeiten 1984/85, 1986/87 sowie 1988/89 für die University of South Florida (USF) auf und brach mehrere Rekorde der Hochschulmannschaft. Als sie 1989 ihre Hochschulzeit beendet, stand Guyton in der ewigen Bestenliste der USF-Damenmannschaft unter anderem an erster Stelle bei den erzielten Punkten (1820) sowie bei den Rebounds (1077). In ihren Spielen für USF verbuchte Guyton im Durchschnitt 18,8 Punkte sowie 11,1 Rebounds je Begegnung. 1989 erhielt sie die Auszeichnung als Spielerin des Jahres der Sun Belt Conference, 2009 wurde Guyton in die „Hall of Fame“ ihrer Hochschule aufgenommen.
Während ihrer Profikarriere spielte sie in der Saison 1989/90 in Japan, von 1990 bis 1992 in Spanien, von 1992 bis 1997 in Italien sowie ab 1997 in der WNBA. Mit den Houston Comets gewann sie 1997 und 1998 den WNBA-Meistertitel, 1999 gehörte sie zum Aufgebot von Detroit Shock.
2001 wechselte Guyton zum TSV 1880 Wasserburg. Mit den Bayern wurde sie 2004, 2005, 2006, 2007 und 2008 deutscher Meister sowie 2005, 2006 und 2007 deutscher Pokalsieger. 2004 wurde sie in Deutschland als Basketballerin des Jahres ausgezeichnet.
Ab 2008 war sie Co-Trainerin in Wasserburg (beziehungsweise zeitweilig gleichberechtigte Trainerin im Gespann mit Hans Brei) und wirkte in dieser Funktion am Gewinn der deutschen Meistertitel 2011, 2013, 2014, 2015 und 2016 mit. Darüber hinaus arbeitete sie als Trainerin von Wasserburgs zweiter Damenmannschaft, der Herrenmannschaft sowie im Nachwuchsbereich.